# Momiki Yūka
Momiki Yuka (籾木 結花 (Ni Mộc Kết Hoa)) là một cầu thủ bóng đá nữ người Nhật Bản.

## Đội tuyển bóng đá nữ quốc gia Nhật Bản
Momiki Yuka thi đấu cho đội tuyển bóng đá nữ quốc gia Nhật Bản.

## Thống kê sự nghiệp
| Nhật Bản  | Nhật Bản | Nhật Bản |
| Năm       | Trận     | Bàn      |
| --------- | -------- | -------- |
| 2017      | 14       | 3        |
| 2018      | 7        | 3        |
| 2019      | 5        | 2        |
| Tổng cộng | 26       | 8        |